# Banu Judham
Les Banu Judham sont une ancienne tribu arabe. Cette tribu se réclamait d'ascendance yéménite, affirmation remise en doute par les généalogistes qui les voient comme descendant d'Adnan.
Cette tribu a immigré de l'Arabie au Levant, en occupant les régions frontalières de Syrie, du Jabal Amel (actuel Sud-Liban), d'Amman et Tabuk.
Lors de la bataille de Yarmouk (636), ils se sont alliés aux soldats byzantins de l'empereur Héraclius. D’abord chrétiens, ils ont ensuite participé à l'islamisation de la Syrie.
Ils ont joué un grand rôle à l'époque Omeyyade, surtout lorsqu'ils ont soutenu la tribu des Kalb contre celle des Qays.